# Eurocephalus anguitimens
El alcaudón coroniblanco (Eurocephalus anguitimens) es una especie de ave paseriforme de la familia Laniidae propia del África austral.

## Subespecies
Se reconocen las siguientes subespecies:
- Eurocephalus anguitimens anguitimens
- Eurocephalus anguitimens niveus

## Distribución
Es una especie de ave que se distribuye por Angola, Botsuana, Mozambique, Namibia, Sudáfrica y Zimbabue.
Sus hábitat son los bosques secos tropicales y sabanas.

## Descripción
Es una especie altamente sociable y se forman pequeños grupos, estrechamente unidos, los miembros del grupo participan en la construcción de los nidos y se turnan para sentarse sobre los huevos y ayudan en la alimentación de los pichones.
Sus partes inferiores y la corona es de color blanco, en el cuarto inferior izquierdo de la cabeza, el plumaje es negro, las alas son de un color amarronado oscuro, la cola es relativamente larga y de color negro.